# Peter Bonde (fodboldtræner)
 Der er flere personer med dette navn, se Peter Bonde.
Peter Bonde (født 14. februar 1958) er en dansk tidligere fodboldspiller. er nu Sportschef i Slagelse boldklub og idrætsforening. Peter bonde har tidligere været træner for Næstved BK som han førte til 1. division.  I en årrække var han assistenttræner for Danmarks fodboldlandshold under Morten Olsen.

## Klubkarriere
I sin aktive karriere spillede Bonde bl.a. for Næstved BK og Herfølge BK.

## Trænerkarriere
Som træner var han i 1994 i finalen i Landspokalturneringen med Næstved BK. Siden blev han uddannelseskonsulent i DBU og landstræner for det danske kvindelandshold. I 2006 blev han assistent for Morten Olsen på det danske herrelandshold og forblev på den post, til Åge Hareide afløste Olsen i 2016. Han var dermed – på grund af Morten Olsens karantæne – den ansvarlige træner under den famøse kamp mod Sverige 2. juni 2007, som blev afbrudt, da en tilskuer kom på banen i forsøget på at få dommeren i tale.
I 2018 blev Bonde ny landstræner for Kinas kvindelige U20-landshold med Nils Nielsen som assistent.
Fra 2021 er han vendt hjem for at genrejse sin barndomsklub i Næstved som træner i 2.division.